# Hendrik Ooms
Hendrik Ooms, detto Henk (Halfweg, 18 marzo 1916 – L'Aia, 6 dicembre 1993), è stato un pistard olandese.

## Palmarès

### Olimpiadi
- Argento a Berlino 1936 nel tandem.